# خط ۲ متروی اینچئون
خط ۲ متروی اینچئون (انگلیسی: Incheon Subway Line 2) یکی از دو خط متروی اینچئون است.
این خط که در سال ۲۰۱۶ تأسیس شده دارای ۲۷ ایستگاه و ۲۹٫۲ کیلومتر طول است. 

## نگارخانه

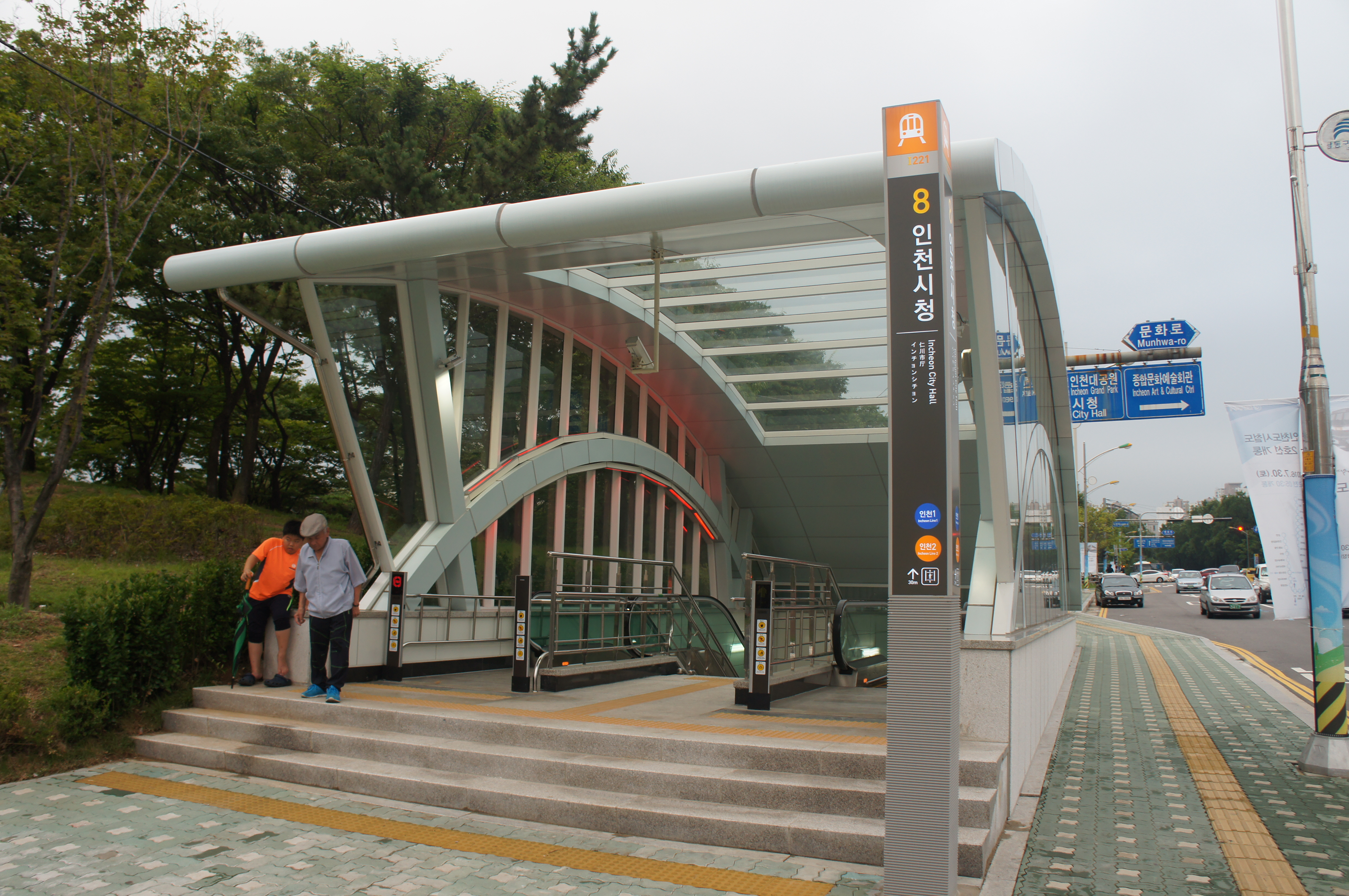
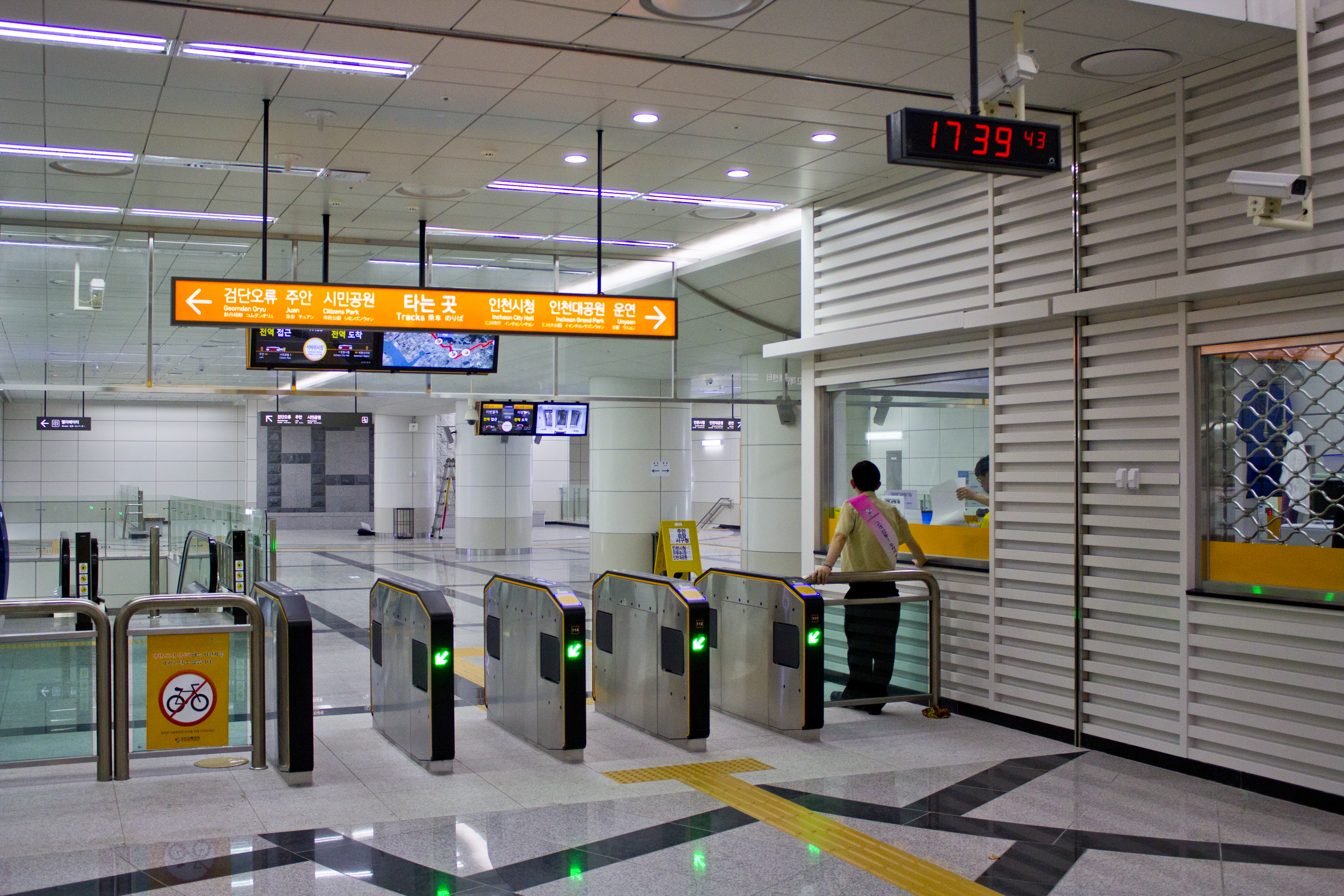
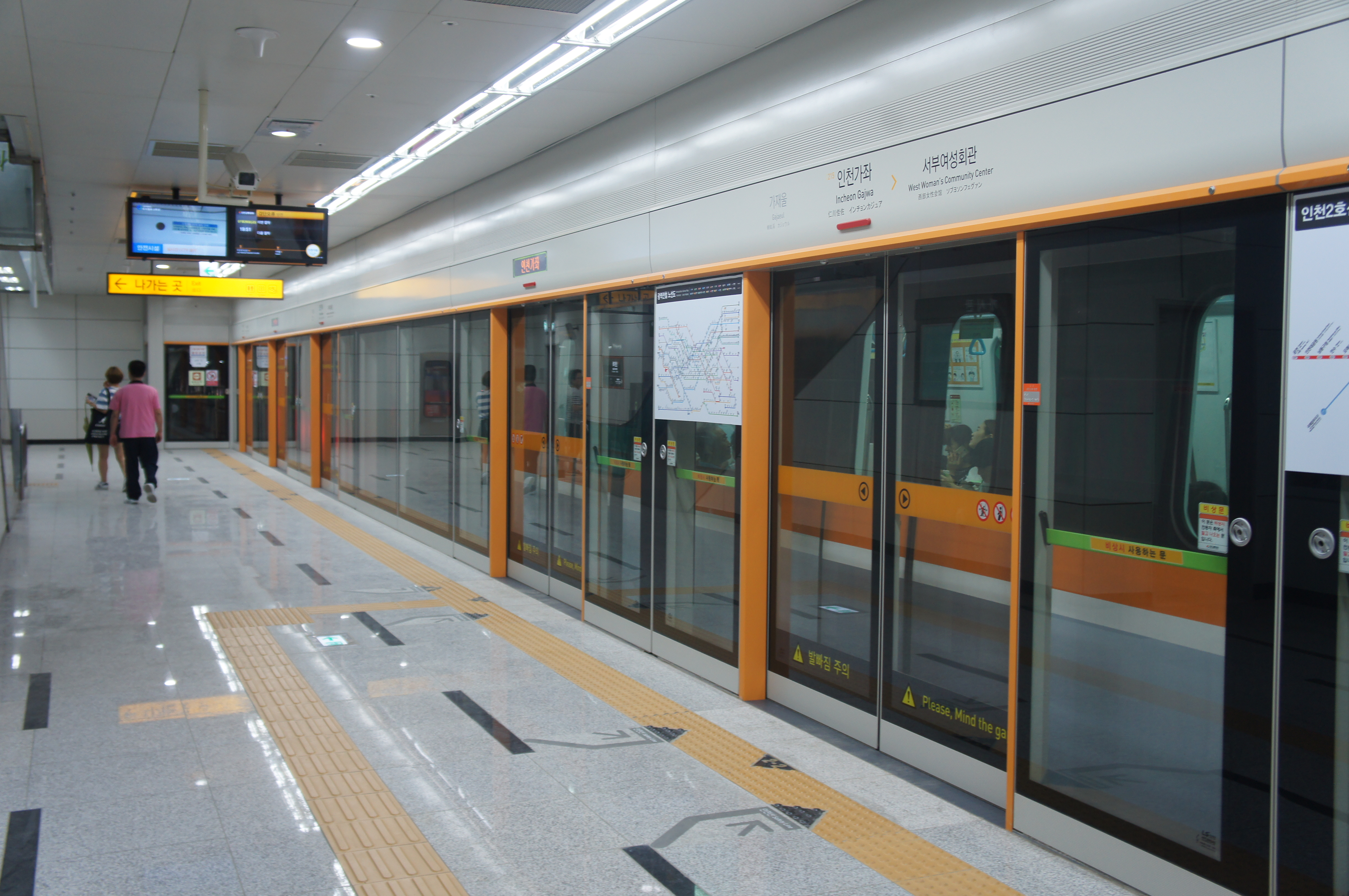
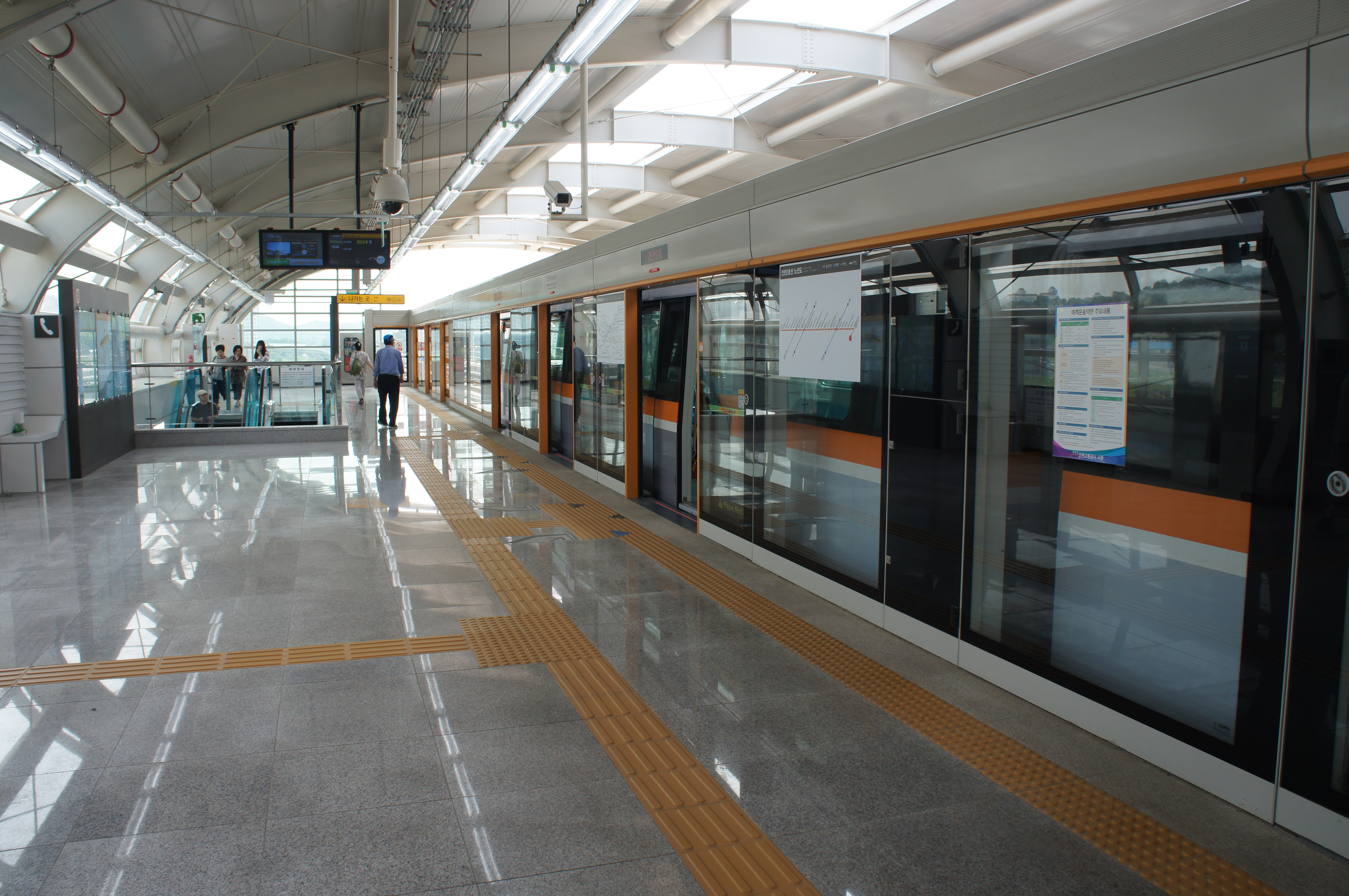